# Lécousse
Lécousse è un comune francese di 3 064 abitanti situato nel dipartimento dell'Ille-et-Vilaine nella regione della Bretagna.

## Società

### Evoluzione demografica
Abitanti censiti

## Galleria d'immagini

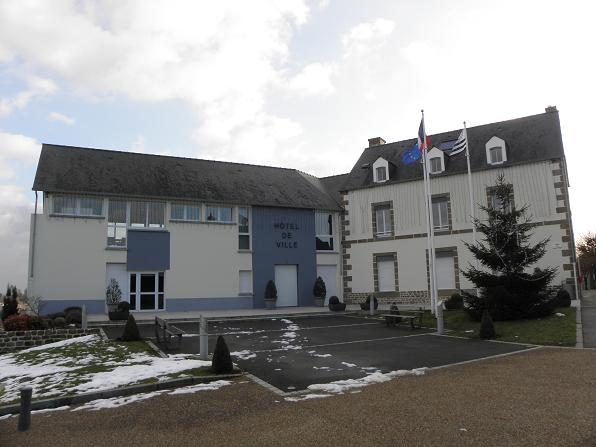
Municipio
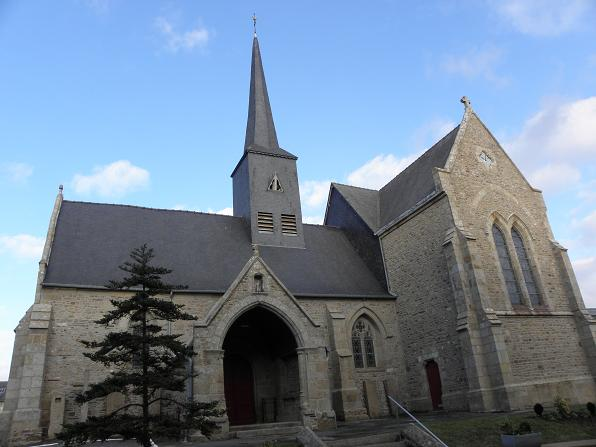
Chiesa